# Béning-lès-Saint-Avold

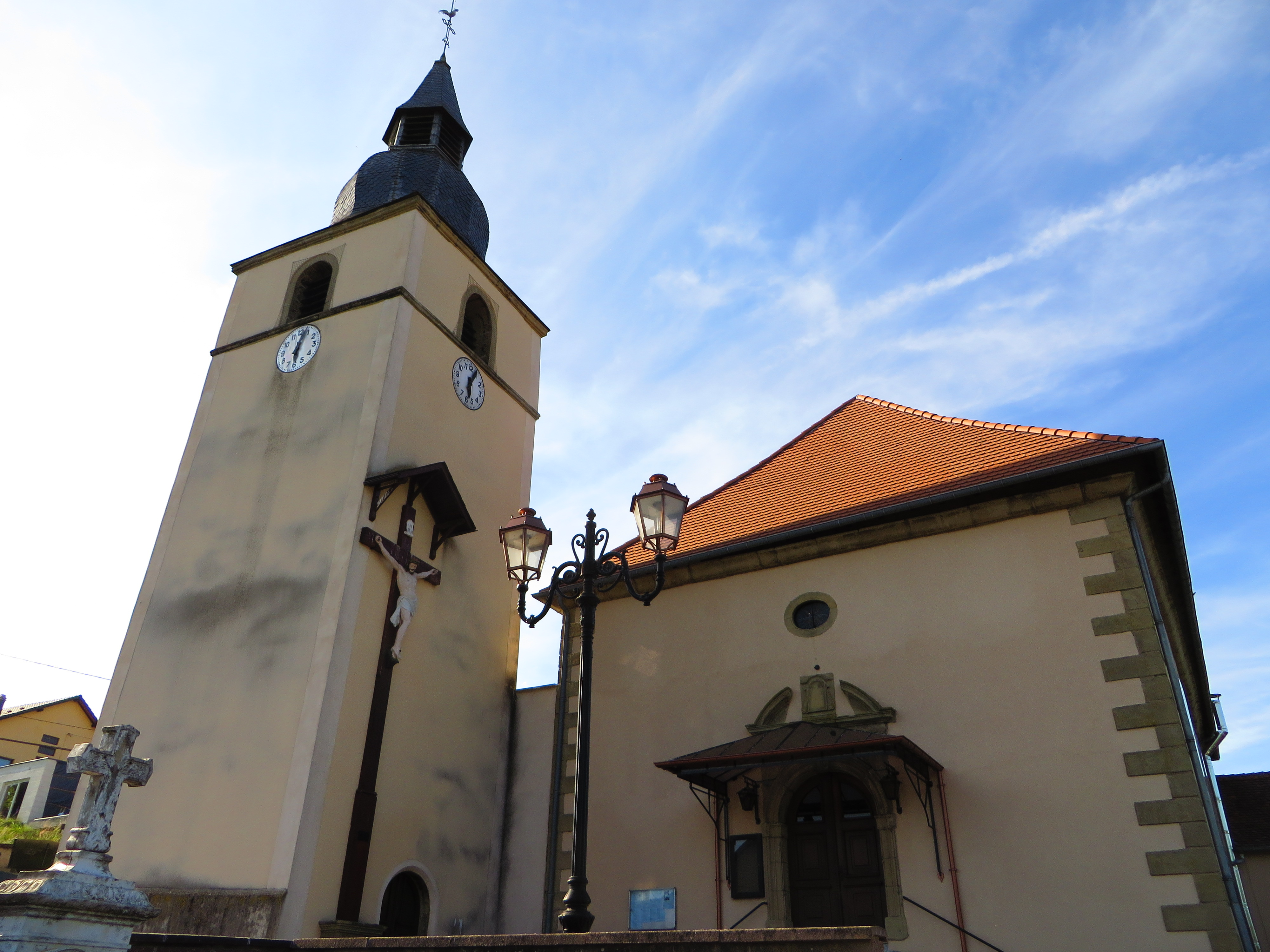
Pfarrkirche St. Étienne

Béning-lès-Saint-Avold (deutsch Beningen (bei Sankt Avold)) ist eine französische Gemeinde mit 1133 Einwohnern (Stand 1. Januar 2022) im Département Moselle in der Region Grand Est (bis 2016 Lothringen).

## Geographie
Die Gemeinde liegt in Lothringen in der grenzübergreifenden Landschaft des Warndt, an der rechten Seite der Rossel, etwa 62 Kilometer östlich von Metz, acht  Kilometer südwestlich von Forbach und zehn Kilometer nordöstlich von Saint-Avold (Sankt Avold), zwischen Forbach und Saint-Avold, nahe der Grenze zum Saarland.
Nachbargemeinden von Béning sind Cocheren (Kochern) im Norden und Osten, Farébersviller (Pfarrebersweiler) im Südosten, Seingbouse (Sengbusch) im Südwesten, Betting (Bettingen) im Westen sowie Freyming-Merlebach (Freimengen-Merlenbach) (Berührungspunkt) im Nordwesten.

## Geschichte
Die Ortschaft gehörte früher zum Herzogtum Lothringen im Heiligen Römischen Reich. Ältere  Ortsbezeichnungen sind  Beninga (13. Jh.), Benninca (1274), Bénange (1295), Baininga (1369), Benniga (1408), Baningen (1429), Beningen (1447), Benringa, Belinga, Benuga, Byenga (1544), Beninga, Beniga, Benugo, Bingen  (1606), Benin (18. Jh.) und Bening (1751). Hier führte einst eine Römerstraße vorbei. Das Dorf befand sich bereits 1275 im Besitz der Abtei St. Nabor in St. Avold.
Durch den Frankfurter Frieden vom 10. Mai 1871 kam das Gebiet an das deutsche Reichsland Elsaß-Lothringen, und das Dorf wurde dem Kreis Forbach im Bezirk Lothringen zugeordnet. Die Dorfbewohner betrieben Getreidebau und Viehzucht.
Nach dem Ersten Weltkrieg musste das Gebiet aufgrund der Bestimmungen des Versailler Vertrags 1919 an Frankreich abgetreten werden. Im Zweiten Weltkrieg war die Region von der deutschen Wehrmacht besetzt, und das Dorf stand bis 1944 unter deutscher Verwaltung.

### Bevölkerungsentwicklung
| 1962 | 1968 | 1975 | 1982 | 1990 | 1999 | 2009 | 2019 |
| ---- | ---- | ---- | ---- | ---- | ---- | ---- | ---- |
| 1149 | 1203 | 1328 | 1368 | 1256 | 1231 | 1233 | 1152 |

## Sehenswürdigkeiten
- Place de la Fontaine
- Place Arthur Albert
- Pfarrkirche St. Étienne
- Kunstfigur Helmut Fritz alias Éric Greff

## Persönlichkeiten
- Gustav Kneip (1905–1992), Komponist des „Schwalbenlieds“, Dirigent und Programmgestalter Hörfunk

## Verkehr
Béning besitzt einen Bahnhof an der Forbacher Bahn und der Bahnstrecke Haguenau–Falck-Hargarten. An diesem halten Züge des TER Lorraine.